# Eleutherolaimus stenosoma
Eleutherolaimus stenosoma is een rondwormensoort uit de familie van de Linhomoeidae. De wetenschappelijke naam van de soort is voor het eerst geldig gepubliceerd in 1907 door de Man.